# Euphorbia neostolonifera
Euphorbia neostolonifera es una especie fanerógama perteneciente a la familia de las euforbiáceas. Es endémica de Sudáfrica, Namibia, Angola, Botsuana, Zimbabue.

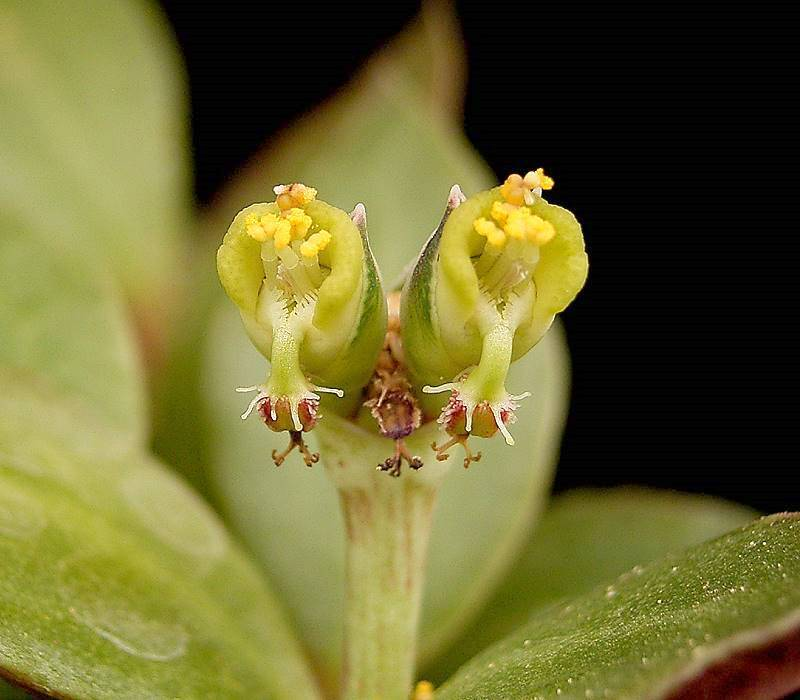
Ciato

## Descripción
Es una hierba perenne con raíces carnosas redondeadas tuberosas de 2 mm de espesor, con 1-3 tallos carnosos,  cilíndricod de ± 4 mm de espesor, raramente ramificados, erectos, a 4 cm de alto o decumbentes de 15 cm de largo, el enraizamiento forma además tubérculos.

## Ecología
Se encuentra en los pastizales con Acacia drepanolobium dispersas, a una altitud de 1900 metros.
Se encuentra cercana a Monadenium rhizophorum.

## Taxonomía
Euphorbia neostolonifera fue descrita por Peter Vincent Bruyns y publicado en Taxon 55: 414. 2006.
Etimología
Euphorbia: nombre genérico que deriva del médico griego del rey Juba II de Mauritania (52 a 50 a. C. - 23), Euphorbus, en su honor – o en alusión a su gran vientre –  ya que usaba médicamente Euphorbia resinifera. En 1753 Carlos Linneo asignó el nombre a todo el género.
neostolonifera: epíteto latino con el prefijo neo = "nuevo" para diferenciarla de la especie ya existente Euphorbia stolonifera.
Sinonimia
- Monadenium rhizophorum var. stoloniferum P.R.O.Bally
- Monadenium stoloniferum (P.R.O.Bally) S.Carter[5]